# 그워구프

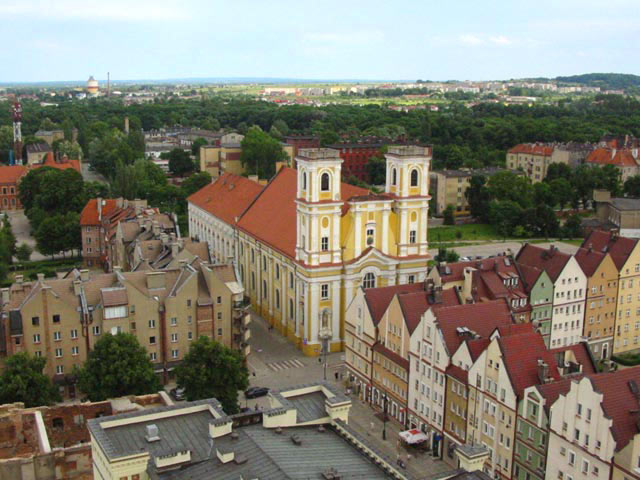
그워구프 시가지

그워구프(폴란드어: Głogów, 독일어: Glogau 글로가우[*], 체코어: Hlohov 흘로호프[*])는 폴란드 남서부 돌니실롱스크주에 위치한 도시로, 면적은 35.37km2, 인구는 71,312명(2007년 기준), 인구 밀도는 2,000명/km2이다. 돌니실롱스크 주에서 6번째로 큰 도시이며 1975년부터 1998년까지는 레그니차주에 속해 있었다. 도시 이름은 폴란드어로 "산사나무속"을 뜻하는 단어인 "그우그"(głóg)에서 유래된 이름이다.

시기
시 문장